# Kraks Forlag
Krak A/S Kraks historie går langt tilbage, og Krak er verdens ældste vejviserforlag.
Virksomhedens historie begyndte i 1770, da agent Hans Holck udsendte en lille vejviser for København. Med sine 80.000 indbyggere var København selv efter moderne målestok ved at være en større by, hvor man ikke længere, som i provinsens små købstæder kunne være sikker på, at man blot kunne spørge sig for, når man skulle finde frem til en bestemt person. Hans Holcks vejviser blev derfor hurtigt et efterspurgt hjælpemiddel, som der var basis for at udsende i stadig nye udgaver. Vejviseren fik efter Holck nye udgivere, og i 1862 blev det nuværende navn knyttet til vejviseren, da Thorvald Krak fik overdraget opgaven. Thorvald Krak var stadskonduktør i København fra 1858-1898. Håndbogen dækkede da stadig kun København, men under familien Kraks ledelse begyndte en stadig udvidelse af vejviseren. Sønnen Ove Krak var uddannet læge, men han fortsatte forlagsvirksomheden.
Nye produkter begyndte også at komme til, herunder Kraks Kort, hvoraf Kraks kort over København og omegn udkom første gang i 1925 og blev udgivet årligt frem til 2017. Mest kendt blev Kraks Blå Bog, der udkom første gang i 1910. Kraks Blå Bog blev solgt i 2007 til Gads Forlag. I 1923 overgik ejerskabet af Krak til Kraks Legat, som i 1982 skiftede navn til Kraks Fond. I 1987 blev Krak til et aktieselskab under navnet Kraks Forlag A/S, dette blev i 2007 solgt til det svenske Eniro.
I dag er Krak en del af det nordisk techselskab Eniro, som hjælper små og mellemstore virksomheder med digital markedsføring, som fx hjemmesider, SEO, Google Ads og Facebook.
Krak har også søgetjenesterne krak.dk og degulesider.dk.

## Krak.dk
Krak.dk er en hjemmeside, der er en digital version af kraks telefonbog og vejviser, hele siden oprettet i 1996, da Kraks Forlag ejede den.